# Toulouse Business School
Toulouse Business School – europejska szkoła biznesowa posiadająca sześć kampusów: w Casablance, Londynie, Barcelonie, Paryżu, i Tuluzie. Została założona w 1903. We Francji posiada status grande école.
Szkoła została doceniona również w dziedzinie studiów menadżerskich – program Executive MBA zajął 100 miejsce w ogólnoświatowym rankingu programów typu Master of Business Administration (MBA).
Programy studiów realizowane przez TBS posiadają potrójną akredytację przyznaną przez AMBA, EQUIS oraz AACSB. Wśród najznamienitszych absolwentów tej uczelni znajdują się między innymi: Nicolas Todt.
Szkoła znana jest ze stopni w lotnictwie (w partnerstwie z École nationale de l’aviation civile).